# Шершнівська сільська рада (Лубенський район)
Шершнівська сільська рада — колишній орган місцевого самоврядування у Лубенському районі Полтавської області з центром у c. Шершнівка.

## Населені пункти
Сільраді були підпорядковані населені пункти:
- c. Шершнівка
- c. Назарівка

## Населення
Згідно з переписом УРСР 1989 року чисельність наявного населення сільської ради становила 816 осіб, з яких 333 чоловіки та 483 жінки.
За переписом населення України 2001 року в сільській раді мешкало 655 осіб.

### Мова
Розподіл населення за рідною мовою за даними перепису 2001 року:
| Мова       | Відсоток |
| ---------- | -------- |
| українська | 97,12 %  |
| російська  | 2,27 %   |
| молдовська | 0,30 %   |
| вірменська | 0,15 %   |